# El Clan de Víctor y Dimensión Latina
El Clan de Víctor y Dimensión Latina es el álbum debut de Oscar D'León con la también naciente Dimensión Latina y el Clan de Víctor, grabado en 1972. "Pensando En Ti"   es sin duda alguna la canción que consolidó comercialmente al grupo y convirtiendo la composición de José Lazo en un tema emblemático en todas las presentaciones de la agrupación. Para la misma época Los Satélites de Che Che Mendoza grabaron el mismo tema rivalizando con la Dimensión Latina por la popularidad del tema

## Lista de canciones
Lado A
1. Puerto La Cruz (Luis "Tata" Guerra, Víctor Mendoza)
2. Guaguancó a Puerto Rico (Oscar D'León)
3. Alcatraz (Eddie Frankie, Víctor Mendoza)
4. Julia (Yin Carrizo)
5. Un Baile de Ambiente (Carlos Vidal, Víctor Mendoza)

Lado B
1. Pensando en Ti (José Lazo)
2. De Maracaibo a Puerto Rico (Carlos Vidal, Víctor Mendoza)
3. El Escorpión (D. en D)
4. Mermelada (Eddie Frankie)
5. Mapeyé (Oscar D'León)

## Créditos
Músicos Dimensión Latina
- Bajo y voz: Oscar D’León
- Coros: José Antonio Rojas, César Monje
- Piano: Eddie Frankie
- Percusión: José Rodríguez y Elio Pacheco
- Trombones: José Antonio Rojas, César Monje

Músicos El Clan de Víctor
- Bajo: Víctor Mendoza
- Cantantes: Eddie Fontana y Oscar D'León
- Coros: José Rodríguez, Luis Valbuena, Fernando Suárez, Eddie Frankie, Oscar D'León
- Piano: Eddie Frankie
- Percusión: José Rodríguez, Luis "Tata" Guerra y Manuel Urbina
- Trombones: Rafael Silva, Rodrigo Barboza
- Trompeta: Lewis
- Tiple: Isaías Urbina

Producción
- Arreglos: Cesar Monje, Oscar D’León.
- Supervisión: Carlos A. Vidal
- Fotos: Luis Jaurrieta
- Producción: Víctor Mendoza
- Técnicos de grabación: Antonio González, Gerd Baumgartner
- Estudio de grabación: Estudios Fidelis

- Datos: Q5821437